# Mendax ribesae
Mendax ribesae is een slakkensoort uit de familie van de Cerithiopsidae. De wetenschappelijke naam van de soort is voor het eerst geldig gepubliceerd in 2002 door Jay & Drivas.